# Banco Mauá

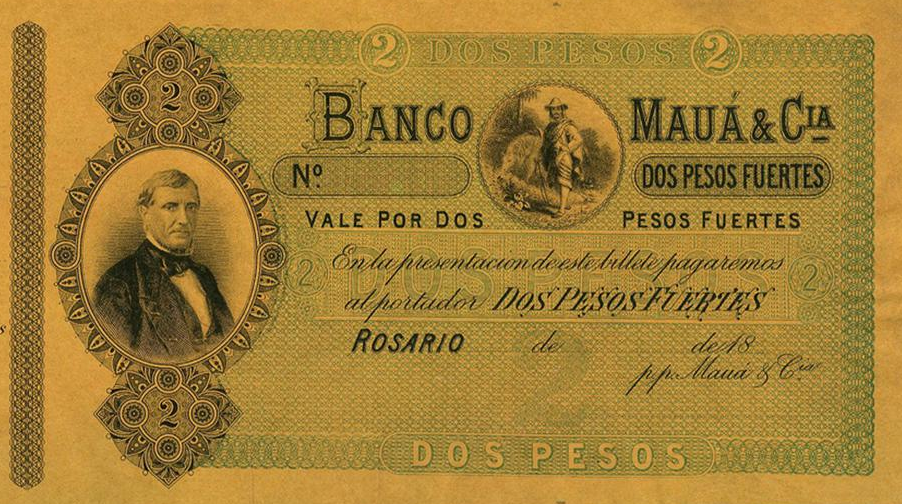
Bilhete do Banco Mauá & Cia, emitido na Argentina, 1860s.

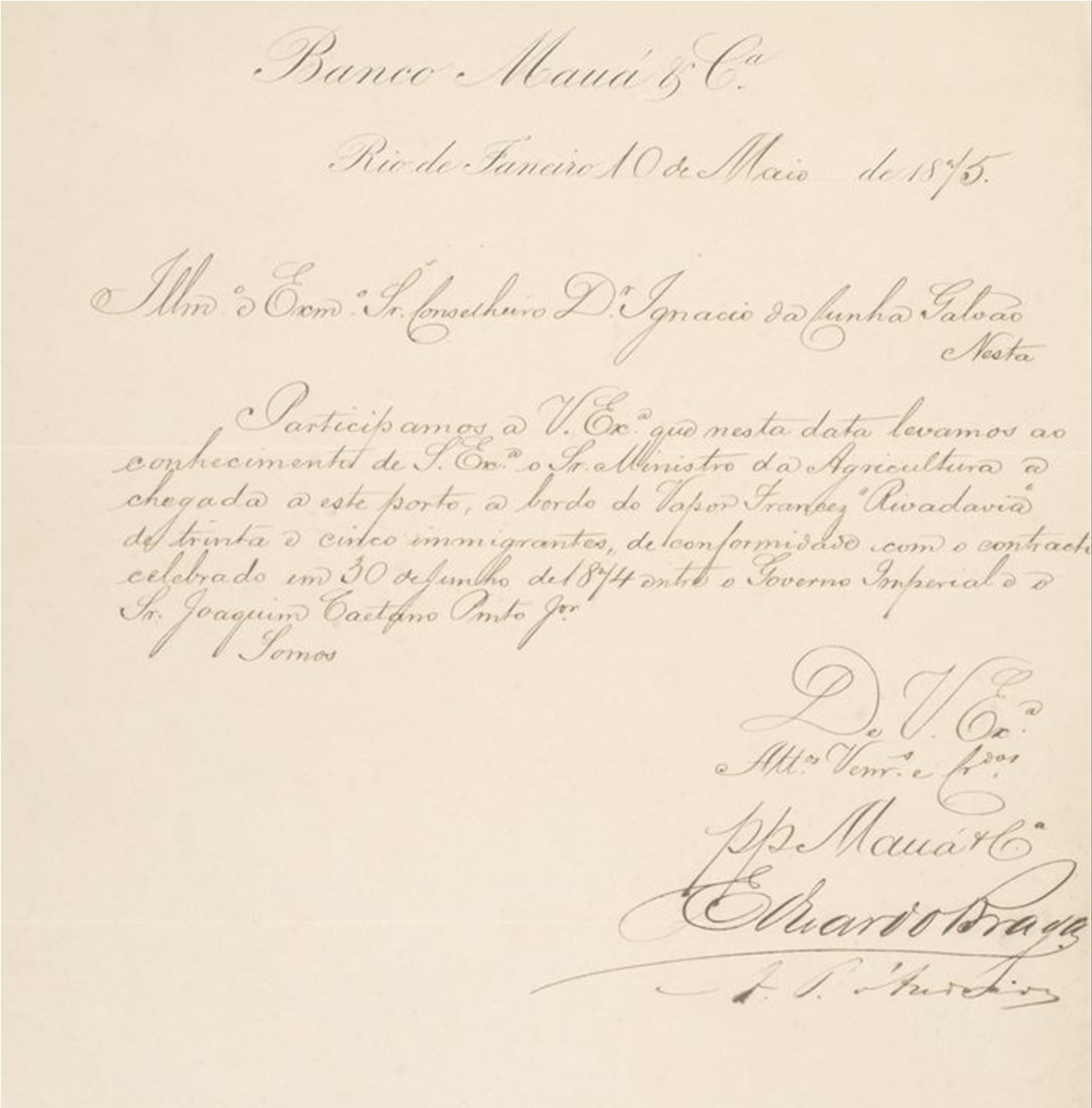
Carta do Banco Mauá endereçada a Inácio da Cunha Galvão comunicando a chegada de 35 italianos ao porto do Rio de Janeiro, em conformidade com o contrato estabelecido pelo governo imperial em 1874. Arquivo Nacional.

O Banco Mauá foi um banco fundado em 1855 por Irineu Evangelista de Sousa, que o presidiu na época. Foi criado com o intuito de propiciar capitais para o desenvolvimento do país, que então tinha sua economia baseada na agricultura e no uso de mão de obra escrava.
Conhecido por seu pioneirismo, Irineu foi o Barão, e mais tarde  Visconde de Mauá, além de banqueiro, industrial e comerciante no Brasil do Segundo Reinado.  
O Banco Mauá operou em várias capitais brasileiras, e também no exterior, com filiais na Argentina, Uruguai,  Londres, Paris e Nova Iorque. Na Argentina e no Uruguai, foi conhecido como "Banco Mauá y Cía", e teve um papel importante no financiamento de obras de infraestrutura, como ferrovias e portos.
Antes da criação do Banco Mauá, o Banco do Brasil, fundado em 1808  pelo rei Dom João VI, foi a primeira instituição bancária do país. Seus objetivos já eram o de modernizar a economia do país, com a criação de indústrias manufatureiras, além da isenção de impostos para matérias-primas e de exportação de produtos industrializados. Com o retorno do rei para Portugal, no entanto, os cofres do banco estatal foram esvaziados, colocando a instituição em dificuldades.
O objetivo do banco privado criado por Irineu Evangelista de Sousa também era o de modernizar a economia, principalmente através da disponibilização de capitais para investimentos produtivos em novos setores, tendo em conta a proibição do tráfico de escravos em 1850, cinco anos antes. Mas suas ideias não foram bem acolhidas pelas elites da época. A única forma de desenvolvimento aceita por elas era a agricultura, sempre baseada no uso de mão de obra escrava. Foi nesse ponto que Irineu encontrou um importante desafio: o Gabinete do Império do Brasil tomou medidas para estatizar o crédito no país e o Presidente do Conselho de Ministros (primeiro-ministro) afirmou publicamente que bancos privados não eram seguros. 
O Banco Mauá encerrou suas atividades em 1875, com uma crise interna agravada pela Longa Depressão.